# Colorado (reka v Teksasu)
Reka Colorado je približno  862 milj (1.387 km)} reka v ameriški zvezni državi zvezni državi Teksas. Je 11. najdaljša reka v Združenih državah in najdaljša reka z izvirom in delto znotraj Teksasa.
Njeno porečje in nekateri njeni običajno suhi pritoki segajo v Novo Mehiko. Teče na splošno jugovzhodno od okrožja Dawson v Teksasu skozi Ballinger, Marble Falls, Lago Vista, Austin, Bastrop, Smithville, La Grange, Columbus, Wharton in Bay City, preden se izliva v Mehiški zaliv pri zalivu Matagorda.